# فهمي الحسيني
فهمي الحسيني (ولد في مدينة غزة سنة 1886 في زمن الدولة العثمانية وتوفي في 25 ديسمبر 1940)، كان شخصية وطنية وقانونية مميزة، له العديد من المواقف الوطنية، وقد ترجم وشرح مجلة الأحكام العدلية (القانون المدني العثماني) التي ما زالت حتى الآن المرجع الأساسي للقانونيين في مدينة غزة.

## تعليمه
درس القانون في إسطنبول عاصمة الخلافة العثمانية.

## وظائف ومهام
بعد تخرجه عاد إلى غزة وتم تعينه عضواً في محكمة الأراضي بنابلس ثم مدعياً عاماً؛ استقال للعمل بالمحاماة والصحافة.في عام 1928 رشح نفسة لرئاسة بلدية مدينة غزة وقد نجح وقد كان أول رئيس بلدية بالانتخاب في المدينة.

## أعمال جليلة
خرجت غزة من الحرب العالمية الأولى مدمرة فأعاد إعمارها فبنى المدارس وشق الطرق وأنار الشوارع، ومن أعماله الوطنية أنه قام بتقسيم الأراضي المحيطة بمدينة غزة التي كانت عبارة عن كثبان رملية وباعها بأسعار زهيدة للمواطنين العرب حتى يمنع الاحتلال البريطاني من منحها للمستوطنين القادمين من الدول الأخرى المدعومين من الوكالة الصهيونية، وهي حتى اليوم حل لأزمة السكان في غزة التي تضاعف سكانها عشرات المرات.

## مقاومة
عُرف عنه الحكمة في مواجهة الاحتلال البريطاني، فتم عزله عن منصب رئاسة البلدية واعتقاله في صرفند وإبعاده خارج البلاد في عام 1938.

## وصلات خارجية
بلـديـة غــزة